# Władysław Młotecki
Władysław Młotecki, dawn. Niutek Radzyner i Viktor Radzyner (ur. 25 stycznia 1925 w Łodzi, zm. 1 grudnia 1991 w Wiedniu) – polski działacz komunistyczny, poseł na Sejm Ustawodawczy (1947–1952).

## Życiorys
Był działaczem komunistycznym w Ghetto Litzmannstadt. Po wojnie z ramienia Polskiej Partii Robotniczej wybrany na Sejm Ustawodawczy (1947–1952) w okręgu nr 33 Świebodzin. Jako poseł był członkiem Komisji Obrony Narodowej, Komisji Przemysłowej i Wojskowej. Ponadto był przewodniczącym Zarządu Wojewódzkiego Związku Walki Młodych w Poznaniu oraz radnym Wojewódzkiej Rady Narodowej w Poznaniu. W 1959 wyemigrował z rodziną do Austrii. Po wyjeździe do Wiednia zmienił imię na Viktor oraz powrócił do nazwiska Radzyner.

### Życie prywatne
Jego żoną, od 1954, była pisarka i tłumaczka, Tamar Radzyner z domu Fajwlowicz, z którą miał dwie córki – dziennikarkę Joannę Radzyner (ur. 1954) oraz ekonomistkę – Olgę Radzyner (1957–1999). Został pochowany na Cmentarzu Centralnym w Wiedniu (nowy cmentarz żydowski, grupa: 13, rząd: 7, grób: 18).

## Odznaczenia
- Srebrny Krzyż Zasługi (1946)[1]